# Earth Crisis
Earth Crisis est un groupe de hardcore originaire de Syracuse, New York, actif entre 1989 à 2001, puis de nouveau à partir de 2007. Leur plus récent album, Neutralize the Threat, est sorti le 12 juillet 2011 sur le label Century Media. Earth Crisis soutient les droits des animaux, encourage à vivre un mode de vie straight edge et végane, et adresse des messages sociaux et politiques.

## Biographie

### Carrière initiale (1989–2001)
Le groupe est à l'origine formé en 1989, mais son line-up d'origine est peu après changé. Karl Buechner, le bassiste d'origine, crée son nouveau line-up du groupe en 1991, et passe au chant. Buechner est rejoint par les guitaristes Scott Crouse et Ben Read, le bassiste Ian « Bulldog » Edwards et le batteur Michael Riccardi.
L'EP All Out War commercialisé en 1992, marqe les débuts du groupe dans la scène punk hardcore et metalcore. L'année suivante, Riccardi est remplacé par Dennis Merrick pour Firestorm ; Kris Wiechmann les rejoint peu après pour remplacer Read. Destroy the Machines, leur premier album studio, est commercialisé en 1995. Plus tard cette année, leur van de tournée s'implique dans un accident et tous les membres sont touchés, dont Merrick qui est le plus gravement touché. Durant leur convalescence, les autres membres du groupe forment Path of Resistance avec Riccardi. Destroy the Machines est un album ayant influencé le genre metalcore. Selon les termes dd Scott Crouse « il y a eu des réactions mitigées. Je dis souvent que Earth Crisis est le premier groupe hardcore au son metal. Bien sûr, on était pas les premiers, mais je pense qu'on a atteint un autre niveau. On a beaucoup entendu de 'ses gars qui essayent d'être Pantera', ce qu'on a tous pris comme compliment. »
Gomorrah's Season Ends (1996) présente une forme de metalcore plus développée et plus complexe. Le groupe se popularise grâce à leur nouveau contrat au label Roadrunner Records, dans lequel ils distribuent Breed the Killers en 1998, le premier avec le guitariste Erick Edwards (bassiste du frère d'Ian Edwards) replaçant Wiechmann. L'album présente également une brève apparition du chanteur et guitariste de Machine Head, Robb Flynn. Le groupe revient par la suite chez Victory Records, avec leur album Slither peu après en 2000. Leur dernier album avec la dissolution du groupe s'intitule Last of the Sane, qui présente deux reprises des musiques de The Rolling Stones, Slayer, Led Zeppelin, Cream et des Dead Kennedys. En 2001, Earth Crisis joue leur dernier tournée au Hellfest de Syracuse,.

### Reprise (depuis 2007)
Le 27 janvier 2007, le groupe Earth Crisis, désormais de nouveau formé, participe aux festivals Maryland Metal et Hardcore Festival. Earth Crisis participe au festival Firestorm début 2008, aux côtés de Terror, Sworn Enemy, Shai Hulud, Down to Nothing (en) et Recon. Le 10 septembre 2008, Earth Crisis signe un contrat mondial chez Century Media. Ils entrent au studio le 18 octobre 2008 pour y enregistrer un nouvel album, mixé par Tue Madsen. L'album, intitulé To the Death, est commercialisé en Europe le 20 avril 2009 et en Amérique du Nord le 5 mai 2009. En août et en septembre 2009, Earth Crisis participe au Hell on Earth Tour américain et européen, aux côtés de Sworn Enemy, Neaera, Waking the Cadaver, War of Ages, Thy Will Be Done et War from a Harlots Mouth.
En mars 2010, le batteur Andy Hurley de Fall Out Boy, et anciennement de Racetraitor (en), sera l'un des membres de tournée du groupe,. En janvier 2011, ils distribuent leur septième album, Neutralize the Threat.

## Membres
Membres actuels
- Karl Buechner – chant (1991–2001, depuis 2007),, basse (1989–1990)
- Scott Crouse – guitare (1991–2001, depuis 2007)
- Ian « Bulldog » Edwards – basse (1991–2001, depuis 2007)
- Dennis Merrick – batterie (1993–2001, depuis 2007)
- Erick Edwards – guitare (1998–2001, depuis 2007)

Anciens membres
- Ben Read – guitare (1991–1994)
- Kris Wiechmann – guitare (1994–1998)
- Michael Riccardi – batterie (1991–1993)
- Shane Durgee – basse (1990)

## Discographie

### Albums
- Destroy the Machines  (1995, Victory Records)
- Gomorrah's Season Ends (1996, Victory Records)
- Breed the Killers (1998, Roadrunner Records)
- Slither (2000, Victory Records)
- Last of the Sane (2001, Victory Records)
- To the Death (2009, Century Media Records)
- Neutralize the Threat (2011, Century Media Records)
- Salvation of Innocents (2014, Candlelight Records)

### EPs
- All Out War (EP) (1992, Conviction Records, re-commercialisé en 1995 chez Victory Records)
- Firestorm (EP) (1993, Victory Records, re-commercialisé en 1995)
- Forced to Kill (7") (2009, Seventh Dagger Records)

### Vidéoclips
- Broken Foundation (1996)
- Killing Brain Cells (2000)
- Provoke (2000)
- Nemesis (2000)
- To Ashes (2009)
- Total War (2011)

### Live
- The California Takeover (1996), Victory Records, album live avec Strife et Snapcase)
- The Oath That Keeps Me Free (1998, Victory Records)

### Compilation
- Forever True – 1991–2001 (Compilation) (2001, Victory Records)